# Valerio Vicentino
Pour les articles homonymes, voir Vicentino.
Valerio Belli ou Valerio Vicentino, né à Vicence vers 1470 et mort en 1546, est un sculpteur et médailleur italien.

## Biographie
Valerio Belli a été actif et réputé pendant la Renaissance tardive. Giorgio Vasari le cite et décrit sa biographie dans Le Vite.

## Œuvres
- Mise au tombeau, Cincinnati Art Museum.